# Волтер Джон Вільямс
Волтер Джон Вільямс (англ. Walter Jon Williams, нар. 15 жовтня 1953, Дулут, Міннесота, США) — американський письменник, що працює у низці фантастичних і авантюрних жанрів, зокрема кіберпанку, космічній опері, альтернативній історії, а також із історико-авантюрними сюжетами та трилерами.